# Darja Sergejewna Kassatkina
Darja „Dascha“ Sergejewna Kassatkina (russisch Дарья «Даша» Сергеевна Касаткина; international verwendete Schreibung Daria Kasatkina [basierend auf der französischen Transkription]; * 7. Mai 1997 in Toljatti) ist eine russische Tennisspielerin, die seit März 2025 für Australien antritt.

## Karriere
Kassatkina, die im Alter von sechs Jahren mit dem Tennissport begann, war eine exzellente Juniorin. 2014 gewann sie mit einem Finalsieg über Ivana Jorović den Juniorinnen-Wettbewerb der French Open und kletterte in der Junioren-Weltrangliste auf Position drei nach oben. Im Sommer vertrat sie Russland bei den Olympischen Jugend-Sommerspielen 2014 in Nanjing, wo sie in der Einzelkonkurrenz ins Viertelfinale kam und im Doppel gemeinsam mit Anastassija Komardina Silber gewann. Im Finale unterlagen sie dort dem gemischten Duo Anhelina Kalinina aus der Ukraine und Iryna Schymanowitsch aus Belarus.
Bereits ein Jahr zuvor sammelte sie erste Erfahrungen auf dem ITF Women’s Circuit und erhielt aufgrund guter Leistungen auf der Juniorentour eine Wildcard für die Qualifikation zum Kremlin Cup in Moskau. Im Anschluss an ihren French Open-Erfolg gewann sie 2014 in Telavi ihren ersten ITF-Titel der $25.000-Kategorie und debütierte, dieses Mal mit einer Wildcard fürs Hauptfeld, in Moskau auf der WTA Tour, wo sie in der ersten Runde gegen Alison Riske jedoch chancenlos ausschied.
Nachdem sie auf der ITF-Tour Anfang 2015 vier weitere Titel hatte gewinnen können, trat Kassatkina in der zweiten Jahreshälfte erstmals bei kleineren WTA-Turnieren in Erscheinung. In Gastein kam sie nach ihrem ersten WTA-Hauptfeldsieg gegen Aleksandra Krunić in der ersten Runde auf Anhieb in das Viertelfinale, in dem sie Sara Errani in drei Sätzen unterlag. Bei ihrer ersten Teilnahme an einem Grand-Slam-Turnier in New York rückte sie als Lucky Loserin ins Hauptfeld nach, schaltete dort zum Auftakt Daria Gavrilova aus und stieß bis in die dritte Runde vor, wo sie von Kristina Mladenovic gestoppt wurde. Nach dem Gewinn ihres bis dahin größten Titels in Saint-Malo, erreichte Kassatkina beim Kremlin Cup als Qualifikantin nach einem glatten Zweisatzsieg über Carla Suárez Navarro erstmals das Viertelfinale, in dem sie sich Anastassija Pawljutschenkowa in drei Sätzen geschlagen geben musste. Anschließend gewann sie an der Seite ihrer Landsfrau Jelena Wesnina die Doppelkonkurrenz und gewann damit ihren ersten WTA-Titel. Am Ende der Saison, die Kassatkina jenseits der Top 200 begann, wurde sie auf Weltranglistenposition 72 geführt.
Zum Saisonauftakt 2016 konnte Kassatkina in Auckland mit Venus Williams ihren ersten Sieg gegen eine Top-10-Spielerin landen. Bei ihrer ersten Teilnahme an den Australian Open erreichte sie, wie auch später bei den French Open und in Wimbledon die dritte Runde. Anschließend erzielte sie in St. Petersburg nach einem Erfolg über Dominika Cibulková ihr erstes Halbfinale auf der WTA-Tour, in dem sie gegen Belinda Bencic verlor. In Indian Wells stand sie dann im Frühjahr erstmals im Viertelfinale eines Turniers der Premier-Mandatory-Kategorie. Auch beim Rogers Cup in Montreal erreichte Kassatkina die Runde der letzten Acht und errang im Achtelfinale gegen Roberta Vinci ihren zweiten Top-10-Erfolg. Bei den Olympischen Spielen in Rio de Janeiro erreichte sie nach Siegen über Zheng Saisai und Sara Errani das Viertelfinale, in dem sie sich Madison Keys geschlagen geben musste. Am Ende des Jahres verbesserte sich Kassatkina so in die Top 30 der Weltrangliste.
2017 gewann Kassatkina in Charleston nach durchwachsenem Start ins Jahr ihren ersten WTA-Titel, wobei sie ihrer Finalgegnerin Jeļena Ostapenko keine Chance ließ. Zuvor hatte sie in der zweiten Runde von Sydney gegen Angelique Kerber ihren ersten Sieg gegen eine amtierende Weltranglistenerste erringen können. Bei den US Open erreichte sie nach einem weiteren Sieg über Ostapenko erstmals das Achtelfinale, in dem sie Kaia Kanepi unterlag. Dank eines starken Schlussspurts mit dem Einzug ins Viertelfinale von Peking, wo sie erst von Simona Halep geschlagen werden konnte, sowie ihrer ersten Finalteilnahme beim Heimturnier in Moskau, das sie glatt gegen Julia Görges verlor, beendete sie auch die Saison 2017 in den Top 30.
Im darauffolgenden Jahr gelang Kassatkina im Viertelfinale von St. Petersburg gegen Caroline Wozniacki ihr zweiter Erfolg gegen eine Nummer Eins-Spielerin, im Halbfinale unterlag sie Kristina Mladenovic. Daraufhin kam sie in Dubai zum dritten Mal in das Finale eines WTA-Turniers, das sie gegen Elina Switolina verlor. Ihre beste Saisonleistung erzielte sie jedoch in Indian Wells, wo sie mit Caroline Wozniacki, Angelique Kerber und Venus Williams drei Top-10-Spielerinnen in Folge bezwang, bevor sie im Endspiel von Naomi Ōsaka geschlagen wurde. In Madrid erreichte sie nach ihrem siebten Top-10-Sieg des Jahres über Garbiñe Muguruza das Viertelfinale, ebenso bei den French Open nach einem Achtelfinal-Erfolg über Wozniacki sowie in Wimbledon, wo sie erst gegen die spätere Siegerin Angelique Kerber ausschied. Kassatkina krönte ihre bislang stärkste Saison mit dem Titel beim Kremlin Cup in Moskau, nachdem sie sich im Finale in drei Sätzen gegen Ons Jabeur hatte durchsetzen können. Durch den Erfolg rückte sie in die Top 10 der Weltrangliste vor und qualifizierte sich für die WTA Elite Trophy in Zhuhai, wo sie nach einem Sieg über Wang Qiang und einer Niederlage gegen Madison Keys in der Gruppenphase ausschied.
2019 konnte Kassatkina nicht ansatzweise an die Resultate des Vorjahres anknüpfen und fiel mit insgesamt neun Erstrundenniederlagen in der Weltrangliste weit zurück. Erst gegen Ende der Saison zeigte sie sich wieder in aufsteigender Form, als sie in Peking nach Siegen über Aryna Sabalenka und Jekaterina Alexandrowa zum zweiten Mal das Viertelfinale erreichte. Auch der Start in die Saison 2020 begann für Kassatkina zurückhaltend. Vor dem coronabedingten Saisonabbruch stand sie bei einem kleineren WTA-Turnier in Lyon wieder in einem Halbfinale, das sie gegen Anna-Lena Friedsam verlor.
Ihr Debüt für die russische Fed-Cup-Mannschaft gab sie im Februar 2016 in der Begegnung gegen die Niederlande; bei der 1:3-Niederlage gewann sie an der Seite von Jekaterina Makarowa ihr Doppel und damit den einzigen Punkt für das russische Team. Seitdem hat sie für ihr Land acht Partien im Einzel und Doppel bestritten, von denen sie fünf gewinnen konnte (Einzelbilanz 3:1). 2013 gewann sie zusammen mit Weronika Kudermetowa und Alexandra Pospelowa den Juniorinnen-Fed-Cup. Im Endspiel schlugen sie das Team aus Australien mit 2:0.

## Turniersiege

### Einzel
| Nr. | Datum              | Turnier             | Kategorie   | Belag             | Finalgegnerin         | Ergebnis         |
| --- | ------------------ | ------------------- | ----------- | ----------------- | --------------------- | ---------------- |
| 1.  | 2. Februar 2014    | Scharm asch-Schaich | ITF $10.000 | Hartplatz         | Pernilla Mendesová    | 6:3, 6:4         |
| 2.  | 22. September 2014 | Telawi              | ITF $25.000 | Sand              | Jasmine Paolini       | 6:1, 4:6, [10:7] |
| 3.  | 25. Januar 2015    | Daytona Beach       | ITF $25.000 | Sand              | Elise Mertens         | 6:2, 4:6, 6:0    |
| 4.  | 23. Mai 2015       | Caserta             | ITF $25.000 | Sand              | İpek Soylu            | 7:64, 6:1        |
| 5.  | 14. Juni 2015      | Minsk               | ITF $25.000 | Sand              | Ganna Posnitschirenko | 4:3 Aufgabe      |
| 6.  | 21. Juni 2015      | Minsk               | ITF $25.000 | Sand              | Iryna Schymanowitsch  | 6:1, 6:1         |
| 7.  | 20. September 2015 | Saint-Malo          | ITF $50.000 | Sand              | Laura Siegemund       | 7:5, 7:64        |
| 8.  | 9. April 2017      | Charleston          | WTA Premier | Sand              | Jeļena Ostapenko      | 6:3, 6:1         |
| 9.  | 20. Oktober 2018   | Moskau              | WTA Premier | Hartplatz (Halle) | Ons Jabeur            | 2:6, 7:63, 6:4   |
| 10. | 19. Februar 2021   | Melbourne           | WTA 250     | Hartplatz         | Marie Bouzková        | 4:6, 6:2, 6:2    |
| 11. | 21. März 2021      | Sankt Petersburg    | WTA 500     | Hartplatz (Halle) | Margarita Gasparjan   | 6:3, 2:1 Aufgabe |
| 12. | 7. August 2022     | San José            | WTA 500     | Hartplatz         | Shelby Rogers         | 6:72, 6:1, 6:2   |
| 13. | 27. August 2022    | Granby              | WTA 250     | Hartplatz         | Daria Saville         | 6:4, 6:4         |
| 14. | 29. Juni 2024      | Eastbourne          | WTA 500     | Rasen             | Leylah Fernandez      | 6:3, 6:4         |
| 15. | 20. Oktober 2024   | Ningbo              | WTA 500     | Hartplatz         | Mirra Andrejewa       | 6:0, 4:6, 6:4    |

### Doppel
| Nr. | Datum            | Turnier | Kategorie   | Belag             | Partnerin      | Finalgegnerinnen                    | Ergebnis          |
| --- | ---------------- | ------- | ----------- | ----------------- | -------------- | ----------------------------------- | ----------------- |
| 1.  | 24. Oktober 2015 | Moskau  | WTA Premier | Hartplatz (Halle) | Jelena Wesnina | Irina-Camelia Begu Monica Niculescu | 6:3, 6:77, [10:5] |

## Karrierestatistik und Turnierbilanz
Einzel 
Die letzte Aktualisierung erfolgte nach dem WTA-Turnier in Eastbourne 2025.
| Turnier                      | 2013              | 2014              | 2015              | 2016             | 2017              | 2018              | 2019              | 2020              | 2021              | 2022              | 2023              | 2024      | 2025      | T / T       | S/N         | Sieg%       |
| ---------------------------- | ----------------- | ----------------- | ----------------- | ---------------- | ----------------- | ----------------- | ----------------- | ----------------- | ----------------- | ----------------- | ----------------- | --------- | --------- | ----------- | ----------- | ----------- |
| Australian Open              | –                 | –                 | –                 | 3                | 1                 | 2                 | 1                 | 1                 | 2                 | 3                 | 1                 | 2         | AF        | 0 / 10      | 10:10       | 50 %        |
| French Open                  | –                 | –                 | –                 | 3                | 3                 | VF                | 2                 | 2                 | 3                 | HF                | AF                | 2         | AF        | 0 / 10      | 24:10       | 71 %        |
| Wimbledon                    | –                 | –                 | –                 | 3                | 2                 | VF                | 1                 | n. a.             | 2                 | –                 | 3                 | 3         | 3         | 0 / 8       | 14:8        | 64 %        |
| US Open                      | –                 | –                 | 3                 | 1                | AF                | 2                 | 1                 | 1                 | 3                 | 1                 | AF                | 2         |           | 0 / 10      | 12:10       | 55 %        |
| WTA Finals                   | –                 | –                 | –                 | –                | –                 | –                 | –                 | n. a.             | –                 | RR                | –                 | RR        |           | 0 / 2       | 1:3         | 25 %        |
| Doha                         | –                 | –                 | a. K.             | 2                | a. K.             | 1                 | a. K.             | 1                 | a. K.             | 3                 | a. K.             | 1         | AF        | 0 / 6       | 5:6         | 45 %        |
| Dubai                        | a. K.             | a. K.             | –                 | a. K.            | 1                 | a. K.             | 2                 | a. K.             | 1                 | a. K.             | 2                 | 1         | 1         | 0 / 6       | 1:6         | 14 %        |
| Indian Wells                 | –                 | –                 | –                 | VF               | 2                 | F                 | 2                 | n. a.             | 3                 | 3                 | 3                 | AF        | 3         | 0 / 9       | 14:8        | 64 %        |
| Miami                        | –                 | –                 | –                 | 2                | 2                 | 2                 | 3                 | n. a.             | –                 | 2                 | 2                 | 3         | 2         | 0 / 8       | 3:8         | 27 %        |
| Madrid                       | –                 | –                 | –                 | 1                | 1                 | VF                | 1                 | n. a.             | 2                 | AF                | AF                | AF        | 3         | 0 / 9       | 11:9        | 55 %        |
| Rom                          | –                 | –                 | –                 | AF               | 1                 | AF                | AF                | AF                | 1                 | HF                | AF                | 3         | 2         | 0 / 10      | 15:10       | 60 %        |
| Kanada                       | –                 | –                 | –                 | VF               | 2                 | 2                 | 2                 | n. a.             | 2                 | 1                 | VF                | 2         |           | 0 / 8       | 10:8        | 56 %        |
| Cincinnati                   | –                 | –                 | –                 | 1                | 2                 | 1                 | 2                 | 1                 | 1                 | 1                 | AF                | 2         |           | 0 / 9       | 5:9         | 36 %        |
| Guadalajara                  | n. a. bzw. a. K.  | n. a. bzw. a. K.  | n. a. bzw. a. K.  | n. a. bzw. a. K. | n. a. bzw. a. K.  | n. a. bzw. a. K.  | n. a. bzw. a. K.  | n. a. bzw. a. K.  | n. a. bzw. a. K.  | AF                | –                 | a. K.     | a. K.     | 0 / 1       | 1:1         | 50 %        |
| Peking                       | –                 | –                 | –                 | 2                | VF                | 1                 | VF                | nicht ausgetragen | nicht ausgetragen | nicht ausgetragen | 2                 | 3         |           | 0 / 6       | 9:6         | 60 %        |
| Wuhan                        | n. a.             | –                 | –                 | AF               | AF                | AF                | 1                 | nicht ausgetragen | nicht ausgetragen | nicht ausgetragen | nicht ausgetragen | AF        |           | 0 / 5       | 7:5         | 58 %        |
| Olympische Spiele            | nicht ausgetragen | nicht ausgetragen | nicht ausgetragen | VF               | nicht ausgetragen | nicht ausgetragen | nicht ausgetragen | nicht ausgetragen | –                 | n. a.             | n. a.             | –         | n. a.     | 0 / 1       | 3:1         | 75 %        |
| Billie Jean King Cup         | –                 | –                 | –                 | PO               | PO                | –                 | PO                | S                 | S                 | –                 | –                 | –         | –         | 1 / 4       | 5:1         | 83 %        |
| Statistik                    | Statistik         | Statistik         | Statistik         | Statistik        | Statistik         | Statistik         | Statistik         | Statistik         | Statistik         | Statistik         | Statistik         | Statistik | Statistik | S/N         | S/N         | Sieg%       |
| Turnierteilnahmen            | 2                 | 10                | 19                | 23               | 23                | 25                | 22                | 13                | 22                | 23                | 25                | 25        | 16        | Gesamt: 248 | Gesamt: 248 | Gesamt: 248 |
| Erreichte Finals             | 0                 | 2                 | 5                 | 0                | 2                 | 3                 | 0                 | 0                 | 4                 | 2                 | 2                 | 6         | 0         | Gesamt: 26  | Gesamt: 26  | Gesamt: 26  |
| Gewonnene Titel              | 0                 | 2                 | 5                 | 0                | 1                 | 1                 | 0                 | 0                 | 2                 | 2                 | 0                 | 2         | 0         | Gesamt: 15  | Gesamt: 15  | Gesamt: 15  |
| Hartplatz-Siege/-Niederlagen | 0:1               | 18:7              | 12:5              | 26:16            | 22:16             | 23:14             | 8:15              | 13:11             | 26:11             | 26:15             | 21:16             | 24:17     | 9:8       | 228:152     | 228:152     | 60 %        |
| Sand-Siege/-Niederlagen      | 4:1               | 6:1               | 46:10             | 8:5              | 9:4               | 12:7              | 4:4               | 5:3               | 5:5               | 12:5              | 12:6              | 8:4       | 5:5       | 136:60      | 136:60      | 69 %        |
| Rasen-Siege/-Niederlagen     | 0:0               | 0:0               | 0:0               | 2:2              | 1:1               | 7:3               | 0:2               | 0:0               | 7:3               | 4:2               | 6:3               | 8:2       | 0:3       | 35:21       | 35:21       | 63 %        |
| Gesamt-Siege/-Niederlagen    | 4:2               | 24:8              | 58:15             | 36:23            | 32:21             | 42:24             | 12:21             | 18:14             | 38:19             | 42:22             | 39:25             | 40:23     | 14:16     | 399:233     | 399:233     | 63 %        |
| Sieg%                        | 67 %              | 75 %              | 79 %              | 61 %             | 60 %              | 64 %              | 36 %              | 56 %              | 67 %              | 66 %              | 61 %              | 63 %      | 47 %      | Gesamt:     | Gesamt:     | 63 %        |
| Jahresendposition            | –                 | 370               | 72                | 27               | 24                | 10                | 69                | 71                | 26                | 8                 | 18                | 9         |           | N/A         | N/A         | N/A         |

Zeichenerklärung: S = Turniersieg; F, HF, VF, AF = Einzug ins Finale / Halbfinale / Viertelfinale / Achtelfinale; 1, 2, 3 = Ausscheiden in der 1. / 2. / 3. Hauptrunde; RR = Round Robin (Gruppenphase); n. a. = nicht ausgetragen; a. K. = andere Kategorie; PO (Play-off) = Auf- und Abstiegsrunde im Billie Jean King Cup; K1, K2, K3 = Teilnahme in der Kontinentalgruppe I, II, III im Billie Jean King Cup.
Anmerkung: Diese Statistik berücksichtigt alle Ergebnisse im Einzel bei ITF- und WTA-Turnieren. Als Quelle dient die ITF-Seite der Spielerin. Dargestellt sind nur WTA-Turniere der Kategorien Premier Mandatory und Premier 5 (2009–2020) bzw. die WTA-Turniere der Kategorie 1000 (seit 2021).

## Coming-out und Kritik am russischen Regime
Während eines Interviews 2021 outete sich Darja Kassatkina zunächst als bisexuell.
In einem am 18. Juli 2022 auf YouTube veröffentlichten Interview outete sie sich dann als homosexuell. Während des in Barcelona gemeinsam mit dem russischen Tennisspieler Andrei Rubljow aufgenommenen Videointerviews mit dem Blogger Witja Krawtschenko kritisierte sie, es gebe in Russland eine Reihe von „verbotenen Themen“: „Für junge Menschen, die mit Problemen in der Öffentlichkeit konfrontiert werden, ist es sehr wichtig, wenn Sportler oder andere bekannte Persönlichkeiten darüber reden.“ Homosexualität sei dabei nicht einmal das wichtigste. Es habe zur Fußball-Weltmeisterschaft 2018 in Russland Bewegung Richtung mehr Offenheit gegeben; dieser Prozess sei aber gestoppt. „Der Weg wurde gesperrt. Straßenbauarbeiten“, sagte Kassatkina ironisch. Homosexuell zu sein, mache das Leben „besonders in Russland“ schwieriger. Es werde „niemals“ in Ordnung sein, als gleichgeschlechtliches Paar in Russland auf der Straße Händchen zu halten. Sie lobte in diesem Zusammenhang auch die russische Fußballerin Nadeschda Karpowa, die sich Anfang Juni 2022 als erste russische Sportlerin als homosexuell geoutet hatte. Sie habe eine Lebenspartnerin und postete auf Instagram ein Foto mit ihrer Freundin, der russischen Eiskunstläuferin Natalja Sabijako. Auch Sabijako zeigt auf ihrem Instagram-Profil mehrere Fotos mit Kassatkina. Im Juni 2025 gaben sie ihre Verlobung bekannt.
Das Coming-out Kassatkinas wurde vielfach international medial rezipiert und als mutig gewürdigt. In ihrem Interview verurteilte Kassatkina die russische Invasion in der Ukraine, forderte ein Ende der russischen Aggression und zeigte sich solidarisch mit dem ukrainischen Volk.
Im März 2025 erhielt sie die dauerhafte Aufenthaltsgenehmigung für Australien und vertritt seitdem das Land bei Tennisturnieren.